# Reacție Michael
Reacția Michael sau adiția Michael este o reacție organică de adiție nucleofilă a unui carbanion sau a unui alt nucleofil la un compus carbonilic α,β-nesaturat. Reacție face parte din categoria adițiilor conjugate și este una dintre cele mai folositoare metode ușoare de formare a noilor legături C-C. Există multe variante asimetrice.

## Mecanism
Deprotonarea speciei 1 prin acțiunea bazei duce la formarea carbanionului 2, care se stabilizează intern datorită grupelor sale atrăgătoare de electroni. Structurile 2a, b și c sunt structurile de rezonanță care pot fi reprezentate pentru această specie, dintre care două conțin o grupă enolat nucleofilă. Nucleofilul reacționează cu alchena 3 electrofilă, formând specia 4, prin intermediul unei reacții de adiție conjugată. Baza protonată cedează protonul speciei 4, care trece în produsul de reacție 5, concomitent cu refacerea catalizatorului (B:).